# Грант, Питер Рэймонд
Питер Рэймонд Грант (англ. Peter R. (Raymond) Grant; род. 26 октября 1936 г., Лондон) — британский биолог-эволюционист, занимающийся также экологией и поведенческой наукой; специализируется на галапагосских вьюрках (Дарвиновы вьюрки). Доктор философии (1964), эмерит-профессор Принстонского университета, где трудится с 1985 года, член Лондонского королевского общества (1987) и Американского философского общества (1991), Канадского королевского общества, иностранный член НАН США (2007). "Ключевая фигура современной эволюционной биологии", - как называют его на сайте Американского философского общества. Супруга-коллега - Розмари Грант, эколог-эволюционист.
Окончил Кембриджский университет (степень бакалавра с отличием, 1960). Степень доктора философии по эволюционной биологии получил в 1964 году в Университете Британской Колумбии, в том же году постдок в Йеле. С 1965 года в Университета Макгилла: первоначально ассистент-профессор, с 1968 года ассоциированный профессор, с 1973 года профессор. С 1977 года профессор Мичиганского университета. С 1985 года профессор Принстонского университета, с 2008 года эмерит. Член Американской академии искусств и наук (1997). Почетный пожизненный член American Society of Naturalists.

## Награды и отличия
- Медаль Брюстера Американского орнитологического союза (1983)[3]
- Стипендия Гуггенхайма (1985-86)[3]
- Leidy Award[англ.] (1994, совм. с супругой)
- Премия Гумбольдта (1996)[3]
- E. O. Wilson Naturalist Award, American Society of Naturalists[англ.] (1998, совм. с супругой)
- Медаль Дарвина Лондонского королевского общества (2002, совм. с супругой)
- AIBS[англ.] Distinguished Scientist Award (2005, совм. с супругой)[5]
- Премия Бальцана (2005, совм. с супругой)
- Медаль Дарвина — Уоллеса Лондонского Линнеевского общества (2008, совм. с супругой)
- Премия Киото (2009, совм. с супругой)
- Королевская медаль Лондонского королевского общества (2017, совм. с супругой)
- BBVA Foundation Frontiers of Knowledge Award (2017, совм. с супругой)